# Drosophila pruinifacies
Drosophila pruinifacies är en tvåvingeart som beskrevs av Frota-pessoa 1954. Drosophila pruinifacies ingår i släktet Drosophila och familjen daggflugor.
Artens utbredningsområde är Brasilien.